# 1642
1642. је била проста година.

## Догађаји

### Август
- 22. август — У Енглеској је почео грађански рат присталица круне и Парламента после изјаве краља Чарлса I Стјуарта да су чланови Парламента издајници.

### Новембар
- 2. новембар — Битка код Брајтенфелда (1642)